# Банкноты японской иены
Банкноты японской иены — банкноты японской иены, которые находились в обращении на территории Японии с 1872 года.

## Период Японской Империи
Выпуск первых банкнот японской иены начался в период Японской империи в 1872 году.
| Изображение | Изображение | Номинал       | Размеры (мм) | Описание | Описание | Дата/Год        | Дата/Год            |
| Аверс       | Реверс      | Номинал       | Размеры (мм) | Аверс | Реверс | начала выпуска  | прекращения выпуска |
| ----------- | ----------- | ------------- | ------------ | --- | --- | --------------- | ------------------- |
|             |             | ¥0.05 (5 сен) | 94×48        | Статуя Кусуноки Масасигэ возле Императорского дворца в Токио | Государственная печать Японии | 1 ноября 1944   | 31 декабря 1953     |
|             |             | ¥0.5 (50 сен) | 105×65       | Гора Фудзияма и цветки сакуры | Красочный узор | 1 июня 1938     | 31 августа 1948     |
|             |             | ¥0.5 (50 сен) | 105×65       | Синтоистское святилище Ясукуни в Токио, цветки сакуры | Вулкан Такатихономинэ на горе Кирисима в префектуре Кагосима | 8 декабря 1942  | 5 марта 1946        |
|             |             | ¥1            | 135×78       | Дайкокутэн, номер написан с использованием китайских цифр, для увеличения прочности банкноты при ее изготовлении использовалась примесь коньяка Аморфофаллус, из-за чего банкноту часто съедали насекомые и крысы      | Надпись на смеси японского и английского языка: "Банк Японии (NIPPON GINKO) обязуется выплатить предъявителю стоимость 1 иены серебром" (此券引きかへ尓銀貨壹圓相渡可申候也)               | 8 сентября 1885 | 1 октября 1958      |
|             |             | ¥1            | 145×85       | Герой японской мифологии Такэси-ути-но Сукунэ, один из ками в синтоизме, черные водяные знаки, номер изначально записывался с использованием китайских цифр, а с 1916 стал записываться с использованием арабских цифр | Надпись на английском языке: "Банк Японии (NIPPON GINKO) обязуется выплатить предъявителю стоимость 1 иены серебром" (NIPPON GINKO Promises to Pay the Bearer on Demand One Yen in Silver) | 1 мая 1889      | 1 октября 1958      |
|             |             | ¥1            | 122×70       | Такэси-ути-но Сукунэ | Храм Убе - дзиндзя в городе Тоттори | 15 декабря 1943 | 1 октября 1958      |
|             |             | ¥100          | 186×116      | Дайкокутэн | Серебряное обязательство | 8 сентября 1885 | 31 марта 1939       |
|             |             | ¥100          | 163×93       | Принц Сётоку и Зал Юмэдоно (Зал Снов) в храме Хорю-дзи | Храм Хорю-дзи | 11 января 1930  | 2 марта 1946        |
|             |             | ¥100          | 163×93       | Принц Сётоку и Зал Юмэдоно (Зал Снов) в храме Хорю-дзи | Храм Хорю-дзи | 20 марта 1944   | 2 марта 1946        |
|             |             | ¥100          | 163×93       | Принц Сётоку | Храм Хорю-дзи | 17 августа 1945 | 2 марта 1946        |

## Послевоенный период
После Второй мировой войны в 1946 году Банк Японии начал выпуск новых банкнот японской иены.
Все банкноты номиналом 1 иена и выше, выпущенные в этот период, до сих пор являются законным платёжным средством на территории Японии. Банкноты номиналом менее 1 иены были выведены из обращения 31 декабря 1953 года в соответствии с принятым Законом об избавлении от мелких денег и дробном округлении платежей (Small Currency Disposition and Fractional Rounding in Payments Act).
В начале 1950-х все банкноты номиналом менее 50 иен были заменены монетами, а к концу 1950-х монетами были заменены банкноты номиналом 50 и 100 иен.
Помимо Банка Японии союзники в период оккупации Японии с 1945 по 1951 годы выпускали в обращение собственные банкноты номиналом 10 и 50 сен, а также 1, 5, 10, 20, 100 и 1000 иен. Эти банкноты также известны как "Иена типа А" и "Иена типа B".

### Серия A
| Серия A (1946 - 1948 годы) | Серия A (1946 - 1948 годы) | Серия A (1946 - 1948 годы) | Серия A (1946 - 1948 годы) | Серия A (1946 - 1948 годы)                    | Серия A (1946 - 1948 годы) | Серия A (1946 - 1948 годы) | Серия A (1946 - 1948 годы) |
| Изображение                | Изображение                | Номинал                    | Размеры (мм)               | Описание                                      | Описание                   | Дата/Год                   | Дата/Год                   |
| Аверс                      | Реверс                     | Номинал                    | Размеры (мм)               | Аверс                                         | Реверс                     | начала выпуска             | прекращения выпуска        |
| -------------------------- | -------------------------- | -------------------------- | -------------------------- | --------------------------------------------- | -------------------------- | -------------------------- | -------------------------- |
|                            |                            | ¥0.05 (5 сен)              | 94×48                      | Цветок японского абрикоса                     | Орнамент в японском стиле  | 25 мая 1948                | 31 декабря 1953            |
|                            |                            | ¥0.1 (10 сен)              | 100×52                     | Птица                                         | Здание парламента Японии   | 5 сентября 1947            | 31 декабря 1953            |
|                            |                            | ¥0.5 (50 сен)              | 108×60                     | Японский политический деятель Итагаки Тайсукэ | Здание парламента Японии   | 10 марта 1948              | 31 декабря 1953            |
|                            |                            | ¥1                         | 124×68                     | Японский ученый и философ Сонтоку Ниномия     | Орнамент в японском стиле  | 19 марта 1946              | 1 октября 1958             |
|                            |                            | ¥5                         | 132×68                     | Орнамент в японском стиле                     | Орнамент в японском стиле  | 5 марта 1946               | 1 апреля 1955              |
|                            |                            | ¥10                        | 140×76                     | Здание парламента Японии                      | Орнамент в японском стиле  | 25 февраля 1946            | 1 апреля 1955              |
|                            |                            | ¥100                       | 162×93                     | Принц Сётоку                                  | Храм Хорю-дзи              | 25 февраля 1946            | 5 июля 1956                |

### Серия B
| Серия B (1950 - 1953 годы) | Серия B (1950 - 1953 годы) | Серия B (1950 - 1953 годы) | Серия B (1950 - 1953 годы) | Серия B (1950 - 1953 годы)                    | Серия B (1950 - 1953 годы)                                                                                  | Серия B (1950 - 1953 годы) | Серия B (1950 - 1953 годы) |
| Изображение                | Изображение                | Номинал                    | Размеры (мм)               | Описание                                      | Описание | Дата/Год                   | Дата/Год                   |
| Аверс                      | Реверс                     | Номинал                    | Размеры (мм)               | Аверс                                         | Реверс | начала выпуска             | прекращения выпуска        |
| -------------------------- | -------------------------- | -------------------------- | -------------------------- | --------------------------------------------- | --- | -------------------------- | -------------------------- |
|                            |                            | ¥50                        | 144×68                     | 11-й премьер-министр Японии Такахаси Корэкиё  | Штаб квартира Банка Японии                                                                                  | 1 декабря 1951             | 1 октября 1958             |
|                            |                            | ¥100                       | 148×76                     | Японский политический деятель Итагаки Тайсукэ | Здание Парламента Японии                                                                                    | 1 декабря 1953             | 1 августа 1974             |
|                            |                            | ¥500                       | 156×76                     | Японский политик Ивакура Томоми               | Гора Фудзияма                                                                                               | 2 апреля 1951              | 4 января 1971              |
|                            |                            | ¥1000                      | 164×76                     | Принц Сётоку                                  | Зал "Юмэдоно" (Зал Снов) в храме Хорю-дзи, в котором принц Сётоку уединялся для изучения буддийских текстов | 7 января 1950              | 4 января 1965              |

### Серия C
| Серия С (1957 - 1969 годы) | Серия С (1957 - 1969 годы) | Серия С (1957 - 1969 годы) | Серия С (1957 - 1969 годы) | Серия С (1957 - 1969 годы)                        | Серия С (1957 - 1969 годы)                     | Серия С (1957 - 1969 годы) | Серия С (1957 - 1969 годы) |
| Изображение                | Изображение                | Номинал                    | Размеры (мм)               | Описание                                          | Описание                                       | Дата/Год                   | Дата/Год                   |
| Аверс                      | Реверс                     | Номинал                    | Размеры (мм)               | Аверс                                             | Реверс                                         | начала выпуска             | прекращения выпуска        |
| -------------------------- | -------------------------- | -------------------------- | -------------------------- | ------------------------------------------------- | ---------------------------------------------- | -------------------------- | -------------------------- |
|                            |                            | ¥500                       | 159×72                     | Японский политик Ивакура Томоми                   | Гора Фудзияма                                  | 1 ноября 1969              | 1 апреля 1994              |
|                            |                            | ¥1000                      | 164×76                     | Князь Ито Хиробуми, первый премьер-министр Японии | Штаб квартира Банка Японии                     | 1 ноября 1963              | 4 января 1986              |
|                            |                            | ¥5000                      | 169×80                     | Принц Сётоку                                      | Штаб квартира Банка Японии                     | 1 октября 1957             | 4 января 1986              |
|                            |                            | ¥10000                     | 174×84                     | Принц Сётоку                                      | Изображение китайского феникса в храме Бёдо-ин | 1 декабря 1958             | 4 января 1986              |

### Серии D и E
| Изображение    | Изображение    | Номинал        | Размеры        | Основной цвет  | Описание             | Описание                                                   | Дата выпуска   |
| Аверс          | Реверс         | Номинал        | Размеры        | Основной цвет  | Аверс                | Реверс                                                     | Дата выпуска   |
| Серия D (2000) | Серия D (2000) | Серия D (2000) | Серия D (2000) | Серия D (2000) | Серия D (2000)       | Серия D (2000)                                             | Серия D (2000) |
| -------------- | -------------- | -------------- | -------------- | -------------- | -------------------- | ---------------------------------------------------------- | -------------- |
|                |                | ¥2000          | 154 × 76 мм    | Зелёный        | Ворота в городе Наха | Иллюстрация к «Повести о Гэндзи»                           | 19 июля 2000   |
| Серия Е (2004) |                |                |                |                |                      |                                                            |                |
|                |                | ¥1000          | 150 × 76 мм    | Голубой        | Ногути, Хидэё        | Гора Фудзи, озеро Мотосу и цветение сакуры                 | 1 ноября 2004  |
|                |                | ¥5000          | 156 × 76 мм    | Фиолетовый     | Хигути, Итиё         | «Какицубата-цу» (Картина Огаты Корина, изображающая ирисы) | 1 ноября 2004  |
|                |                | ¥10000         | 160 × 76 мм    | Коричневый     | Фукудзава Юкити      | Изваяние феникса из храма Бёдо-ин                          | 1 ноября 2004  |

### Серия F
| Серия F (2024) | Серия F (2024) | Серия F (2024) | Серия F (2024) | Серия F (2024) | Серия F (2024)      | Серия F (2024)                                                                 | Серия F (2024) |
| Изображение    | Изображение    | Номинал        | Размеры        | Основные цвета | Описание            | Описание                                                                       | Дата выпуска   |
| Аверс          | Реверс         | Номинал        | Размеры        | Основные цвета | Аверс               | Реверс                                                                         | Дата выпуска   |
| -------------- | -------------- | -------------- | -------------- | -------------- | ------------------- | ------------------------------------------------------------------------------ | -------------- |
|                |                | ¥1000          | 150×76         | Голубой        | Китасато Сибасабуро | «Большая волна в Канагаве» (из серии картин Кацусики Хокусая «36 видов Фудзи») | 3 июля 2024    |
|                |                | ¥5000          | 156×76         | Фиолетовый     | Цуда Умэко          | Глициния                                                                       | 3 июля 2024    |
|                |                | ¥10,000        | 160×76         | Коричневый     | Сибусава Эйити      | Станция Токио (со стороны Маруноути)                                           | 3 июля 2024    |